# Dos Palos
Dos Palos is een plaats (city) in de Amerikaanse staat Californië, en valt bestuurlijk gezien onder Merced County.

## Demografie
Bij de volkstelling in 2000 werd het aantal inwoners vastgesteld op 4581.
In 2006 is het aantal inwoners door het United States Census Bureau geschat op 4919, een stijging van 338 (7,4%).

## Geografie
Volgens het United States Census Bureau beslaat de plaats een oppervlakte van
3,9 km², geheel bestaande uit land. Dos Palos ligt op ongeveer 33 m boven zeeniveau.

## Plaatsen in de nabije omgeving
De onderstaande figuur toont nabijgelegen plaatsen in een straal van 40 km rond Dos Palos.